# Zdzisław Mioduszewski
Zdzisław Midouszewski (ur. 1 marca 1958) – polski lekkoatleta, trójskoczek, medalista mistrzostw Polski.

## Kariera sportowa
Był zawodnikiem AZS Warszawa i Zawiszy Bydgoszcz.
Na mistrzostwach Polski seniorów na otwartym stadionie zdobył cztery medale: srebrny w trójskoku w 1980, brązowy w trójskoku w 1981 i brązowe w  sztafecie 4 x 100 metrów w 1978 i 1980. W 1981 został halowym wicemistrzem Polski seniorów.
18 sierpnia 1973 poprawił rekord Polski młodzików w trójskoku, wynikiem 14,36.
Rekord życiowy w trójskoku: 16,13 (29.08.1980). 